# The Moth (Lost)
The Moth este un episod al serialului de televiziune Lost, sezonul 1.